# NHL 08
NHL 08 è un videogioco prodotto dalla Electronic Arts, riguardante l'hockey su ghiaccio, parte della serie NHL. NHL 08 è disponibile per PlayStation 2, PlayStation 3, Xbox 360 e per Microsoft Windows, la sua data di distribuzione è stata l'11 settembre 2007.

## Novità presenti nel gioco e varie
NHL 08 include la modalità "Goalie Mode" che permetter al giocatore di immedesimarsi in un solo giocatore e di guidarlo mediante una telecamera personale 3D che permette una visuale "dal vivo". Sono state leggermente modificati e migliorati i controlli e potenziata la sezione "online". Molti i team con cui giocare e una "chicca" nel gioco per computer è la squadra dei RBD Edge, selezionabile solo inserendo il codice presente sul sito ufficiale dei RBK nell'apposito menù My NHL08 del gioco.
Per la prima volta nel filone NHL sono opzionabili anche le 29 squadre dell'American Hockey League, i giocatori possono giocare tutte le 29 squadre dell'AHL e importare alcuni giocatori presenti nella stessa nella federazione principale del gioco, l'NHL appunto. Nelle versioni per console "next-gen" (PS3 e Xbox 360) mancano la DEL e l'Extraliga, lege minori di hockey. Nelle versioni per Xbox 360 e PS3 sono anche presenti la Elitserien, la lega nazionale svedese e la SM-liiga, la lega nazionale finlandese. Il commento durante la fase di gioco è ancora una volta svolta da Gary Thorne e Bill Clement.